# Úroková marže
Úroková marže je rozdíl mezi úrokem, kterým banka úročí úvěry, a úrokem, kterým úročí vklady. Pro stanovení úrokové marže je klíčová cena peněz na mezibankovním trhu, kterou do značné míry ovlivňuje především centrální banka svou měnovou a úrokovou politikou. Úroková marže je jedním z podstatných zdrojů zisků bank. Dalším jsou především bankovní poplatky.